# Ambulyx matti
Espèce
Ambulyx matti est une espèce d'insectes lépidoptères de la famille des Sphingidae, sous-famille des Smerinthinae, tribu des Ambulycini, et du genre Ambulyx.

## Distribution
L'espèce est connue en Inde.

## Biologie
Les larves se nourrissent sur les espèces du genre Lagerstroemia. 

## Systématique
- L'espèce Ambulyx matti a été décrite par l'entomologiste allemand Karl Jordan en 1923, sous le nom initial de Oxyambulyx matti[1].

### Synonymie
- Oxyambulyx matti Jordan, 1929 Protonyme